# (5386) Bajaja
(5386) Bajaja est un astéroïde de la ceinture principale.

## Description
(5386) Bajaja est un astéroïde de la ceinture principale. Il fut découvert le 1er octobre 1975 à El Leoncito par l'observatoire Félix-Aguilar. Il présente une orbite caractérisée par un demi-grand axe de 2,24 UA, une excentricité de 0,14 et une inclinaison de 9,5° par rapport à l'écliptique.

## Compléments